# Evert Stokbrug
De Evert Stokbrug, in de volksmond ook wel onder meer Kaatsbaanbrug genoemd, is een brug over de rivier de Vecht in het Nederlandse dorp Maarssen.
De ophaalbrug vormt een verbinding in het dorpscentrum tussen de Kaatsbaan en de Breedstraat. Direct ernaast staat een uit 1936 daterende dienstwoning die bewoond wordt door de brugwachter. Zowel de brug als de woning zijn een gemeentelijk monument. De brug is in 2007 vernoemd naar de brugwachter die in mei 1945 door een ongeval om het leven kwam toen een Engelse militair tegen de brug opreed.
Begin 21e eeuw werd van handbediening overgeschakeld op een besturing vanuit de nabijgelegen Termeerbrug.